# Алексіс Парніс
Алексіс Парніс (грец. Αλέξης Πάρνης, 24 травня 1924, Пірей — 10 березня 2023 ) — новогрецький поет, прозаїк і драматург.

## Біографія
Алексіс Парніс — псевдонім письменника, його справжнє ім'я Сотіріос Леонідакіс (грец. Σωτήριος Λεωνιδάκης). Народився в Піреї 1924 року. Брав участь у грецькому Русі Опору, від вересня 1944 року брав участь у бойових діях у складі ЕЛАС, у грудні отримав серйозне поранення.
Через зв'язок із Нікосом Захаріадісом вимушений 1950 року приїхати в СРСР, один рік прожив в Ташкенті, 1951 року поступив у Літературний інститут імені А. М. Горького. Під час навчання познайомився з Борисом Пастернаком, Назимом Хікметом, Костянтином Федіним, Борисом Полевим та іншими видатними письменниками СРСР. 1955 року був учасником V Всесвітній фестиваль молоді і студентів Всесвітнього фестивалю молоді та студентів у Варшаві.
1960 року письменник Борис Полевой сприяв постановці п'єси «Остання ніч Афін» Парніса в радянських театрах. Спочатку сам Парніс запропонував цю п'єсу в декілька театрів, але скрізь отримав відмову. Імовірно, причиною відмови було виключення Паріса з лав Комуністичної партії Греції. Тоді Полевой послав п'єсу зі своїм супровідним листом Софії Гіацинтовій, що була членом художньої ради драматичного театру імені Станіславського.
Однак Софія Володимирівна захворіла, і це завадило їй винести п'єсу на худраду в театрі. Проте вона звела Парніса і режисера Віктора Коміссаржевського, той якраз шукав п'єсу, в якій могла б грати видатна актриса Малого театру Віра Пашенна. Віктор Григорович дав прочитати п'єсу Пашенній, і та вирішила що роль літньої грецької матері саме для неї. Будучи обізнаною із причинами відмови в постановці п'єси в інших театрах, вирішила зателефонувати Микиті Сергійовичу Хрущову, з родиною якого товаришувала. Оскільки питання було вирішене на найвищому рівні, Віктор Комиссаржевський приступив до постановки. У вересні 1960 року п'єсу опублікували в журналі «Новий Світ». У першому півріччі 1961 п'єсу грали вже в 171 театрі по всьому Радянському Союзу, а в кінці року — в театрі 181 .
У грудні 1962 року Парніс повернувся в Грецію. Пізніше його п'єси ставилися в грецьких театрах, зокрема у Національному театрі Північної Греції.
1992 року Алексіс Парніс удостоєний ізраїльською організацією «Яд Вашем» почесного звання Праведника світу за те, що в роки Другої світової війни в його родині переховувалась єврейська сім'я.
Нині Алексіс Парніс мешкає в Афінах.

## Основні твори
Авторству Алексіса Парніса належить переклад «Заповіта» Тараса Шевченка грецькою мовою.
Серед творів Алексіса Парніса перекладені російською мовою:
п'єси
- «Остання ніч Афін»
- «Сухий острів»
- «Плацдарм»

збірки віршів
- «До радянської землі»
- «Серце Греції»

романи
- «Коректор»
- «Бульвар Пастернака»
- «У кожного своя Прага»

інше
- поема «Про Белоянніса»
- оповідання «Кремлівський могильник»